# ساموئل وسلی استراتون
زادهٔ۱۸ ژوئیهٔ ۱۸۶۱

درگذشت۱۸ اکتبر ۱۹۳۱

ملیتایالات متحده آمریکاجوایز
- مدال الیوت کرسون (1912)
- Public Welfare Medal (۱۹۱۷)

کار علمیزمینهٔ تخصصی/حوزه کاریPhysicsنهاد
- دانشگاه شیکاگو

ساموئل وسلی استراتون (انگلیسی: Samuel Wesley Stratton; ۱۸ ژوئیهٔ ۱۸۶۱ – ۱۸ اکتبر ۱۹۳۱) دانشگاهی اهل ایالات متحده آمریکا بود.

وی همچنین برندهٔ جوایزی همچون مدال الیوت کرسون شده‌است.